# Piper timbuchianum
Piper timbuchianum är en pepparväxtart som beskrevs av William Trelease. Piper timbuchianum ingår i släktet Piper och familjen pepparväxter. Inga underarter finns listade i Catalogue of Life.